# Neoepiscardia
Neoepiscardia är ett släkte av fjärilar. Neoepiscardia ingår i familjen äkta malar.

## Dottertaxa tillNeoepiscardia, i alfabetisk ordning[1]
- Neoepiscardia besucheti
- Neoepiscardia biclavata
- Neoepiscardia bicornuta
- Neoepiscardia catharinae
- Neoepiscardia cheligera
- Neoepiscardia creagra
- Neoepiscardia cristata
- Neoepiscardia cyclivalva
- Neoepiscardia decipiens
- Neoepiscardia ectofurca
- Neoepiscardia epiforma
- Neoepiscardia epixena
- Neoepiscardia euplocamis
- Neoepiscardia exarata
- Neoepiscardia exiguens
- Neoepiscardia extraphalla
- Neoepiscardia fletcheri
- Neoepiscardia forficula
- Neoepiscardia hyalodes
- Neoepiscardia islamella
- Neoepiscardia jansei
- Neoepiscardia magnifica
- Neoepiscardia mahunkai
- Neoepiscardia nagyi
- Neoepiscardia namibiae
- Neoepiscardia oenopis
- Neoepiscardia paramecis
- Neoepiscardia paraxena
- Neoepiscardia pectinigera
- Neoepiscardia romieuxi
- Neoepiscardia saskai
- Neoepiscardia sinica
- Neoepiscardia sinuosa
- Neoepiscardia spatulata
- Neoepiscardia spinifurca
- Neoepiscardia szunyoghyi
- Neoepiscardia tanystis
- Neoepiscardia truncata